# كأس روسيا لكرة القدم 2010–11
كأس روسيا لكرة القدم 2010–11 (بالروسية: Кубок России по футболу 2010/2011)‏ هو الموسم 19 من كأس روسيا لكرة القدم. أقيم خلال الفترة 14 أبريل 2010 وحتى 22 مايو 2011، وأشرف على تنظيمه اتحاد روسيا لكرة القدم، وكان عدد الأندية المشاركة فيه 116، وفاز فيه نادي سيسكا موسكو.